# Monte Stella (Salerno)
Il monte Stella è il punto più elevato del territorio amministrativo del comune di Salerno, con 953 m slm di altitudine. È parte dell'appennino campano e si trova nel parco regionale dei monti Picentini.

## Caratteristiche

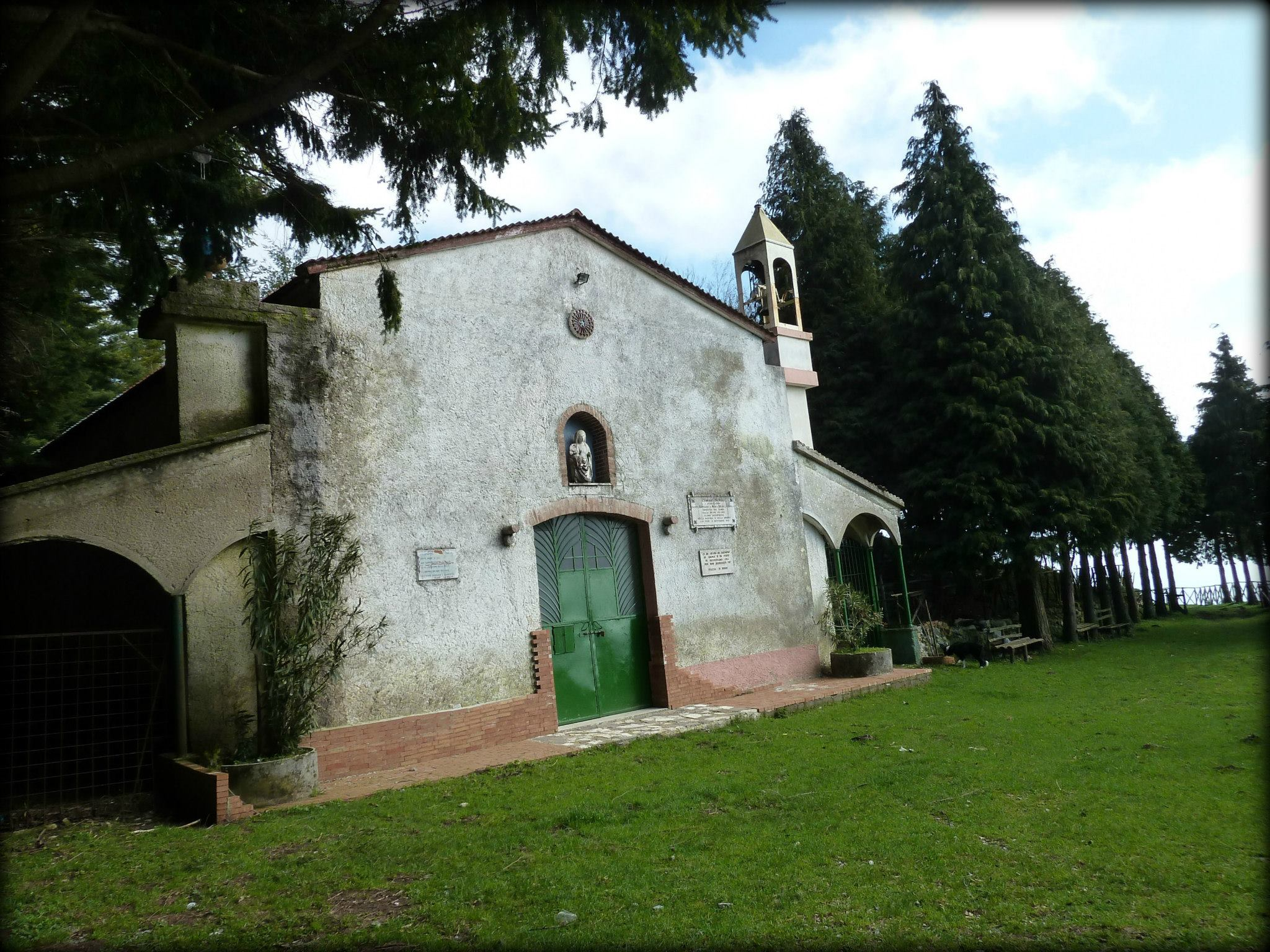
La vista sull'altopiano sommitale della cima del monte(Santuario della B.V. Maria SS. di Monte Stella)

Il Monte Stella è un rilievo di Salerno. Ha un'altitudine di 953 metri, mentre la  chiesetta è posta a 840 metri. La cima del Monte è formata da un vasto altopiano sommitale verdeggiante, digradante verso occidente. Il sentiero che porta alla cima è piuttosto ripido e accidentato. Esistono due strade alle falde del Monte: una che porta ad Ogliara, mentre l'altra a Fusara. Sulla sommità si trova un santuario, che domina Salerno, sotto il quale si trova la grotta del San Salvatore.
Si narra, che il Maestro Garioponto della Scuola Medica Salernitana raccomandava di raccogliere sul Monte Stella numerose varietà di erbe per fini curativi. Dalla vetta del Monte si può godere una incantevole visione d'insieme del panorama che si estende dalla Piana del Sele e Costa Cilentana, alla Valle dell'Irno, ai Monti Lattari e la Costiera Amalfitana, fino al Vesuvio e comprensorio dei Paesi Vesuviani, passando per lo splendido Golfo di Salerno.

## Fauna e Flora
La fauna è ricca, e presenta diverse specie di rapaci come la poiana, e si segnala anche l'abbondante presenza di cinghiali, oggetto di caccia periodica.